# Ordre de Tahiti Nui
L’ordre de Tahiti Nui a été institué le 5 juin 1996 par délibération de l’Assemblée de la Polynésie française afin de récompenser les mérites distingués acquis au service de la Polynésie française, soit dans une fonction publique, soit dans l'exercice d'une activité privée.

## Insigne
L'insigne est une croix à quatre branches doubles émaillées de rouge terminées par une boule à chaque extrémité et reliées entre elles par une couronne de tiaré tahiti émaillée de vert et de blanc, avec quatre ajours.
L'avers présente au centre de la croix, en applique, les armes du territoire (en émail orange, rouge et bleu) et le revers, l'inscription en relief : « Ordre de Tahiti Nui ».
La croix est surmontée d'une bélière émaillée de vert et de blanc représentant une couronne de tiaré tahiti.
Le ruban est moiré blanc bordé de rouge de chaque côté.

## Ordre
L'Ordre de Tahiti Nui a été institué le 5 juin 1996 par délibération de l'Assemblée de la Polynésie française à la suite de la loi organique du 12 avril 1996 qui confère le régime d’autonomie au territoire de Polynésie française, lui permettant de déterminer librement des signes distinctifs marquant sa personnalité.
Ses statuts ont été définis le 24 juin 1996 par l'arrêté nº 660 du conseil des ministres de Polynésie française.
L'organisation et la discipline de l'Ordre sont assurées par un Conseil de l'Ordre composé de 3 membres de droit (les présidents du gouvernement, de l'assemblée de la Polynésie française et du conseil économique, social et culturel) et de 4 membres choisis pour cinq ans parmi les titulaires de l'Ordre.
Le Conseil de l'Ordre délibère sur les questions concernant les statuts de l'Ordre. Il est entendu sur les nominations, les promotions et la discipline des membres de l'Ordre. Il atteste que les nominations et promotions sont faites en conformité des règlements en vigueur.
La chancellerie de l'Ordre est dirigée par un chancelier qui est le secrétaire général du gouvernement de la Polynésie française.
L'Ordre se compose de trois grades (Chevalier, Officier et Commandeur) et d'une dignité (Grand-croix).
L'effectif maximum de l'Ordre est fixé à 450 titulaires répartis entre les grades de la manière suivante :
- 300 chevaliers,
- 100 officiers,
- 40 commandeurs,
- 10 grand-croix.

et jusqu'à ce qu'il soit atteint, les nominations et promotions annuelles ne peuvent dépasser dix pour cent des effectifs de chaque grade.
| Chevalier | Officier | Commandeur | Grand-croix |
| --------- | -------- | ---------- | ----------- |
|           |          |            |             |
|           |          |            |             |

### Grand maître de l'Ordre
La charge de grand maître de l'Ordre est tenue par le Président de la Polynésie française.
Le grand maître de l'Ordre préside le conseil de l'Ordre qui se réunit au moins deux fois par an sur sa convocation, il désigne pour cinq ans les membres du conseil de l'Ordre choisis parmi les titulaires de l'Ordre et il statue en dernier ressort sur toutes questions concernant l'Ordre.
Le grand maître de l'Ordre se voit remettre le jour de son investiture le grand collier de sa charge par le doyen du conseil de l'Ordre. Le cas échéant, les insignes de Grand-croix lui sont aussi remis, avant la cérémonie d’investiture, par le doyen d’âge du Conseil de l’Ordre.
Le premier grand maître de l'Ordre a été Gaston Flosse, le 27 juin 1996. Son successeur au poste de président de la Polynésie française, Oscar Temaru, ayant refusé la charge de grand maître, aucune nomination ni promotion n'a été effectuée lors de son mandat. L'Ordre fut relancé lorsque Gaston Tong Sang fut investi dans ses fonctions de grand maître de l'Ordre le 20 juin 2007.
Édouard Fritch fut investi dans ses fonctions de grand maître de l'Ordre le 16 janvier 2015

### Récipiendaires
Pour être reçu dans l'Ordre, le récipiendaire doit être de nationalité française.
Pour être nommé ou promu, il faut justifier :
- Chevalier : 15 années minimum de services ou d’activités assortis de mérites distingués.
- Officier : 7 années minimum d’ancienneté dans le grade de Chevalier.
- Commandeur : 5 années minimum d’ancienneté dans le grade d’Officier.
- Grand-croix : 3 années minimum d’ancienneté dans le grade de Commandeur.

Pendant l’exercice de leurs fonctions ou de leur mandat, les membres du gouvernement et les conseillers territoriaux ne peuvent être nommés ou promus dans l’Ordre de Tahiti Nui.
Les personnes de nationalité étrangère qui se sont signalées par leurs mérites à l’égard de la Polynésie française peuvent se voir décerner une distinction dans l'Ordre de Tahiti Nui. Ces attributions sont faites dans la limite d'un contingent désigné par période de trois ans.
L'attribution d'une distinction dans l'Ordre peut aussi être prononcée hors contingent par le Grand maître de l'Ordre aux dignitaires et parlementaires de la République, aux chefs d’État et de gouvernements étrangers ainsi qu’à leurs collaborateurs.

## Membres notables

### Grand-croix
- Gaston Flosse, président du gouvernement de la Polynésie française (conférée de plein droit en tant que Grand maître de l'Ordre, 26 juin 1996).
- Sa Majesté Taufa'ahau Tupou IV, roi de Tonga (élévation à titre exceptionnel, 4 mars 1997).
- Jiang Zemin, président de la République populaire de Chine (élévation à titre exceptionnel, 3 avril 2001).
- Gaston Tong Sang, président de la Polynésie française (conférée de plein droit en tant que Grand maître de l'Ordre, 20 juin 2007).
- Édouard Fritch, président de la Polynésie française (conférée de plein droit en tant que Grand maître de l'Ordre, 16 janvier 2015).

### Commandeur
- Sir Apenera Short, représentant de la reine aux Îles Cook (nomination à titre exceptionnel, 4 mars 1997).
- Bernard Pons, ministre d'État (nomination à titre exceptionnel, 30 décembre 1997).
- John Martin, sous-officier du Bataillon du Pacifique et membre fondateur de l'Académie tahitienne (1997).
- Robert Hervé, officier du Bataillon du Pacifique, Compagnon de la Libération.
- Dominique Perben, ancien ministre des DOM-TOM (nomination à titre exceptionnel, 4 août 1999).
- Philippe Séguin, ministre d'État (nomination à titre exceptionnel, 10 avril 2002).
- Raphaëla Le Gouvello, navigatrice (nomination à titre exceptionnel, 3 novembre 2003).
- Anne Boquet, haut-commissaire de la République en Polynésie française (promotion, 24 juin 2008).

### Officier
- Jacques Maillot, ancien PDG de la compagnie aérienne Corsair (nomination à titre exceptionnel, 7 novembre 2001).

### Chevalier
- Angelo Schirinzi, entraîneur de la Sélection de Beach Soccer de Tahiti Nui à la Coupe du Monde de la FIFA 2013 à Tahiti (promotion octobre 2013).
- Tiki Toa, équipe de Tahiti de beach soccer. Les 14 joueurs sont décorés (promotion octobre 2013).
- Pascal Vahirua, footballeur professionnel, sélectionné 22 fois en équipe de France (promotion 2014).
- Michel Bourez, surfeur professionnel de niveau mondial (promotion 2014).
- Vaimalama Chaves, Miss Tahiti 2018, Miss France 2019 (promotion 2018).